# Platysilurus malarmo
Platysilurus malarmo är en fiskart som beskrevs av Schultz, 1944. Platysilurus malarmo ingår i släktet Platysilurus och familjen Pimelodidae. Inga underarter finns listade i Catalogue of Life.